# De Arend (Terheijden)
De Arend is een korenmolen in Terheijden. De stellingmolen is in 1742 gebouwd in opdracht van de adellijke familie Nassau-Siegen te Breda. Een grote ingemetselde gedenksteen herinnert hieraan. Na een brand in 1756 is de molen herbouwd. Tijdens de Franse tijd is de Arend in particuliere handen gekomen. De molen is eind jaren 60 van de 20e eeuw in bezit gekomen van de toenmalige gemeente Terheijden, die De Arend heeft laten restaureren.
In de molen bevinden zich drie koppels stenen, waarvan er 2 in bedrijf zijn (één op windkracht en één op elektrische kracht). De binnenroede is voorzien van remkleppen volgens het systeem Fauel. De molen is nog altijd in gebruik en is te bezoeken tijdens openingsuren van de molenwinkel. Eigenaar is de gemeente Drimmelen.
De molen werd vele jaren bemalen door Louis Rommens. Na zijn overlijden in 1985 is het molenaarsbedrijf voortgezet door Herman Schipper. Sinds 1 januari 2014 ligt het beheer van het molen annex winkel bij de uit Terheijden afkomstige Adri Kamp. 